# 具智元
具 智元（ハングル:구지원、グ・ジウォン、1994年7月20日 - ）は、ジャパンラグビーリーグワンのコベルコ神戸スティーラーズに所属するラグビー選手。日本国籍。

## プロフィール
- 韓国ソウル出身。
- 2019年12月17日、日本に帰化し、日本国籍となる[1]。
- ポジションはプロップ。
- 身長 183 cm、体重 122 kg
- 日本代表キャップは29（2023年10月8日現在）。
- 父親は元ラグビー韓国代表の具東春（延世大学からホンダヒート）[1]、兄は具智充（拓殖大学から三重ホンダヒート）というラグビー一家。
- ニュージーランドに留学した際に「デニー」の愛称が付けられ、中学と高校時代にも「デニー」の愛称で親しまれた[2][3]。
- 高校時代に高校日本代表、大学時代にU20日本代表に選ばれており、着実に各年代の日本代表に選出されてきた[4]。
- 愛称はグーくん。
- くまのプーさんに似ていることから、ラグビー界のオアシスとして、ファンに愛されている。

## 略歴
小学6年生の時に、ニュージーランドのウェリントンへ留学。その後、大分県の佐伯市立鶴谷中学校に編入。
2013年、日本文理大学附属高校卒業後、拓殖大学に入る。
2016年、スーパーラグビーサンウルブズに選ばれた。
2017年、拓殖大学卒業後、Honda Heatに加入。同年9月9日に行われたジャパンラグビートップチャレンジリーグマツダブルーズーマーズ戦にて先発出場で公式戦初出場を果たす。また同年11月19日に行われたリポビタンDツアートンガ代表戦にて先発出場で日本代表初キャップを獲得した。
2019年8月、ラグビーワールドカップ2019の日本代表に選出された。W杯では開幕戦のロシア戦から準々決勝の南アフリカ共和国戦まで日本代表の全5試合に出場した。
2019年12月、日本国籍取得。
2021年、コベルコ神戸スティーラーズに加入。
2023年8月、ラグビーワールドカップ2023の日本代表に選出された。

## テレビ

### バラエティ
- くりぃむしちゅーの!THE☆レジェンド第10弾（2019年11月4日、日本テレビ）

### CM
- 富士フイルム『お正月を写そう♪2020 ラグビー七福神・音チェキ』篇（2019年12月28日 - ）